# نهائي كأس الدوري البرتغالي 2019
نهائي كأس الدوري البرتغالي 2019 هي المباراة النهائية من منافسة كأس الدوري البرتغالي 2018–19 ‏، أقيمت المباراة في 26 يناير 2019، في ملعب براغا البلدي، بين فريقي سبورتينغ لشبونة، ونادي بورتو، وفاز فيها سبورتينغ لشبونة، بعد أن هزم نادي بورتو، بنتيجة 1 - 1، وكان حكم المباراة João Pinheiro (referee) ‏، وحضر المباراة 25213 شخصاً.

## تفاصيل المباراة
لعبت المباراة النهائية في 26 يناير 2019.
| سبورتينغ لشبونة | 1 -1 | نادي بورتو |
| --------------- | ---- | ---------- |
|                 |      |            |